# Морей (область)
Мо́рей (англ. Moray ['mʌri], шотл. гел. A Moireibh) — область у складі Шотландії. Розташована на північному сході країни. Адміністративний центр — Елгін.

## Найбільші міста
Міста з населенням понад 3 тисячі осіб:
| № | Місто    | Населення, осіб (2006) |
| - | -------- | ---------------------- |
| 1 | Елгін    | 20 330                 |
| 2 | Форрес   | 8 990                  |
| 3 | Бакі     | 8 100                  |
| 4 | Лоссімут | 6 640                  |
| 5 | Кейт     | 4 580                  |